# 둥관시
둥관(동관, 중국어 간체자: 东莞, 정체자: 東莞, 병음: Dōngguǎn)은 중국 광둥성 중부의 지급시로, 광저우와 선전 사이에 있다.

## 지리
주강 삼각주에 위치한 중요 산업 도시로, 북쪽으로 성도인 광저우시, 북동쪽으로는 후이저우시, 남쪽으로는 선전시, 서쪽으로는 주강과 접경해 있다.
둥관의 면적은 2465 km2 이고 남북으로 50 km, 동서로 70 km로 뻗어있다. 인구는 750.63만(2005년)이며, 당나라 757년에 번우(광저우)의 동쪽에 있는, 완초(莞草, 등심초)의 산지로서 동완(東莞)이라고 명명되었다.
연평균 기온은 22.8 °C이고 연평균 강수량은 1756.8mm이다.

## 역사
신석기 시대 유적이 발견되고 있어, 옛날부터 거주자가 있었던 것이 증명되었다. 춘추전국 시대의 백월의 땅이며, 남월족이 살고 있었다. 기원 전 214년, 진나라 시황제가 전국을 통일하면서, 남해군 번우현에 속하게 되었다. 후한의 순제가 번우로부터 증성현을 분리시켰고, 동완도 증성현에 속했다. 331년, 증성에서 분리되어 보안현이 되었다. 757년에 동완으로 개명하여, 완성에 관공서를 두었다. 1949년 중화인민공화국이 성립하면서, 동완은 동강행정구의 관할하에 놓였다. 1952년에는 월중행정구에 편입되었고, 1956년에는 혜양전구로 들어갔다. 1985년에 국무원 비준에 의해서 주강 델타 경제개발구에 편입되어 같은 해 9월에 동완현에서 둥관시(동완시)로 개칭되었다. 1988년 1월에는 지급시로 승격되었다.

## 경제
주강 델타의 북동부에 위치하며, 예부터 완성진(완청구)과 수운의 요지인 후먼진을 중심으로, 거리가 형성되었다. 시역의 대부분은 적토만 펼쳐진 궁핍한 농촌이었다. 그러나 개혁개방 정책이 시행된 이후, 광저우시와 선전시, 홍콩의 중간에 위치한 지리적인 이점으로 홍콩 기업, 대만 기업의 위탁가공소나 공장 건설의 적합지로서 의료품, 일용 잡화, 완구, 전자 제품, PC까지 중공업 이외의 각종 공장이 들어서는 공업 지대로 변모했다. 특히 PC 부품은 세계의 공급 거점으로서 중요한 지위를 차지한다. 또 수출에 필요한 포장용 골판지 상자를 제조하는 제지 공업도 번창하고, 중국 최대의 공장도 있다.
라디오 제조 회사인 텍선의 본사가 둥관에 있다.
농업은 쌀 이외에 야채 재배가 활발하고, 홍콩, 광저우, 선전 등의 중요한 공급기지가 되었다.

## 언어
둥완에 살았던 토박이 인구는 약 165만 명이지만, 광둥어의 하위 방언인 동완어(東莞話)를 이야기하는 지구와 청계진 등의 둥완시 동부나 선전시에 가까운 구릉지대에 점재하는 동관어를 이야기하는 지구로 나뉜다. 후난성, 쓰촨성 등 성외 유입 인구가 대부분이 되면서 표준중국어(보통화)가 널리 통용되고 있다.

## 행정 구역

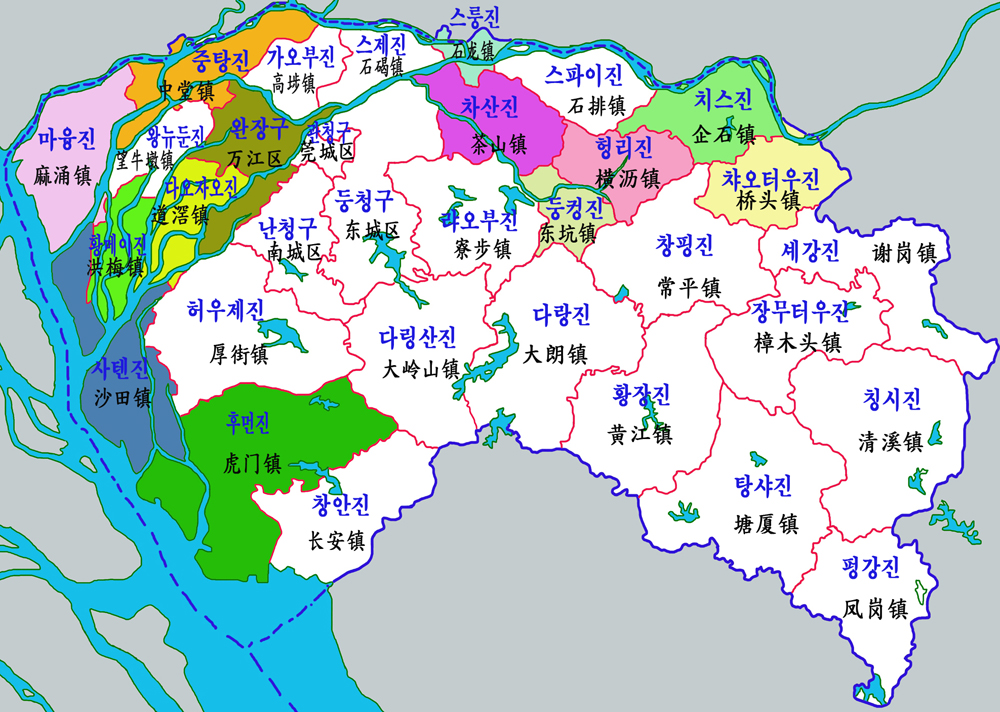
둥관시의 행정구역

둥관시는 산하에 현급행정기구가 없다. 시 자체가 현급행정구역으로 4개 가도, 28개 진을 관할한다.
- 가도: 관청구(莞城区), 둥청구(东城区), 완장구(万江区), 난청구(南城区)
- 진: 마융진(麻涌镇), 스룽진(石龙镇), 후먼진(虎门镇), 다오자오진(道滘镇), 스제진(石碣镇), 황메이진(洪梅镇), 랴오부진(寮步镇), 다링산 진(大岭山镇), 다랑진(大朗镇), 황장진(黄江镇), 장무터우진(樟木头镇), 펑강진(凤岗镇), 탕샤진(塘厦镇), 칭시진(清溪镇), 창핑진(常平镇), 차오터우진(桥头镇), 헝리진(横沥镇), 둥컹진(东坑镇), 치스진(企石镇), 스파이진(石排镇), 차산진(茶山镇), 창안진(长安镇), 가오부진(高埗镇), 사톈진(沙田镇), 왕뉴둔진(望牛墩镇), 셰강진(谢岗镇), 중탕진(中堂镇), 허우제진(厚街镇)

## 교통

### 철도

#### 노선
- 주광선
- 징주선

#### 역
- 둥관 역(중국철로고속 이용가능)
- 둥관 동역

### 시내교통
- 둥관 궤도교통2호선

### 수운
- 후먼에서 홍콩까지 여객선이 운항한다. 홍콩까지 47해리

## 기후
| 둥관시의 기후                                                 | 둥관시의 기후 | 둥관시의 기후 | 둥관시의 기후 | 둥관시의 기후 | 둥관시의 기후 | 둥관시의 기후 | 둥관시의 기후 | 둥관시의 기후 | 둥관시의 기후 | 둥관시의 기후 | 둥관시의 기후 | 둥관시의 기후 | 둥관시의 기후   |
| 월                                                            | 1월           | 2월           | 3월           | 4월           | 5월           | 6월           | 7월           | 8월           | 9월           | 10월          | 11월          | 12월          | 연간            |
| ------------------------------------------------------------- | ------------- | ------------- | ------------- | ------------- | ------------- | ------------- | ------------- | ------------- | ------------- | ------------- | ------------- | ------------- | --------------- |
| 역대 최고 기온 °C (°F)                                        | 28.0 (82.4)   | 29.4 (84.9)   | 32.7 (90.9)   | 34.0 (93.2)   | 35.4 (95.7)   | 37.0 (98.6)   | 38.2 (100.8)  | 37.8 (100.0)  | 37.2 (99.0)   | 34.4 (93.9)   | 33.6 (92.5)   | 30.0 (86.0)   | 38.2 (100.8)    |
| 일평균 최고 기온 °C (°F)                                      | 19.1 (66.4)   | 20.4 (68.7)   | 22.9 (73.2)   | 26.6 (79.9)   | 30.0 (86.0)   | 31.7 (89.1)   | 32.9 (91.2)   | 32.9 (91.2)   | 31.9 (89.4)   | 29.3 (84.7)   | 25.4 (77.7)   | 20.8 (69.4)   | 27.0 (80.6)     |
| 일일 평균 기온 °C (°F)                                        | 14.8 (58.6)   | 16.3 (61.3)   | 19.0 (66.2)   | 22.8 (73.0)   | 26.1 (79.0)   | 28.0 (82.4)   | 28.8 (83.8)   | 28.7 (83.7)   | 27.8 (82.0)   | 25.2 (77.4)   | 21.1 (70.0)   | 16.4 (61.5)   | 22.9 (73.2)     |
| 일평균 최저 기온 °C (°F)                                      | 11.9 (53.4)   | 13.5 (56.3)   | 16.3 (61.3)   | 20.2 (68.4)   | 23.4 (74.1)   | 25.4 (77.7)   | 26.0 (78.8)   | 25.8 (78.4)   | 24.8 (76.6)   | 22.0 (71.6)   | 17.9 (64.2)   | 13.3 (55.9)   | 20.0 (68.1)     |
| 역대 최저 기온 °C (°F)                                        | 3.0 (37.4)    | 3.1 (37.6)    | 3.0 (37.4)    | 9.7 (49.5)    | 15.4 (59.7)   | 18.3 (64.9)   | 21.3 (70.3)   | 22.2 (72.0)   | 16.8 (62.2)   | 12.3 (54.1)   | 5.8 (42.4)    | 1.2 (34.2)    | 1.2 (34.2)      |
| 평균 강수량 mm (인치)                                         | 46.6 (1.83)   | 51.1 (2.01)   | 90.3 (3.56)   | 194.8 (7.67)  | 295.9 (11.65) | 375.8 (14.80) | 232.8 (9.17)  | 293.7 (11.56) | 184.5 (7.26)  | 55.3 (2.18)   | 36.1 (1.42)   | 36.5 (1.44)   | 1,893.4 (74.55) |
| 평균 강수일수 (≥ 0.1 mm)                                      | 6.9           | 9.7           | 12.7          | 14.4          | 16.0          | 18.7          | 17.4          | 17.6          | 12.8          | 5.7           | 5.1           | 5.7           | 142.7           |
| 평균 상대 습도 (%)                                            | 69            | 74            | 78            | 80            | 80            | 82            | 79            | 80            | 75            | 68            | 67            | 65            | 75              |
| 평균 월간 일조시간                                            | 134.5         | 99.9          | 87.1          | 106.6         | 149.3         | 169.7         | 218.0         | 192.4         | 188.5         | 203.1         | 178.8         | 164.0         | 1,891.9         |
| 가능 일조율                                                   | 40            | 31            | 23            | 28            | 36            | 42            | 53            | 48            | 52            | 57            | 54            | 49            | 43              |
| 출처: 중국기상국 (평년값: 1991년~2020년, 극값: 1981년~2010년) |               |               |               |               |               |               |               |               |               |               |               |               |                 |

## 출신 인물
- 원숭환

## 같이 보기
- 주강 삼각주